# Juan Jasso
Juan Jasso Martínez, más conocido como El Bigotón Jasso (* 21 de agosto de 1926 – † 23 de julio de 2002), fue un futbolista mexicano que jugaba en la posición de mediocampista de contención. Jugó para el Club Deportivo Guadalajara casi toda su carrera, y una temporada para el Club Nacional. Se retiró en 1968, a la edad de 41 años.

## Biografía
Comenzó a jugar en los llanos y de ahí llegó al Nuevo París, entonces dirigido por José Fernández Troncoso, tiempo después ingresó al Club Guadalajara, donde Ignacio Ávila le da la oportunidad de debutar en la Liga Mayor de 1945-46, en un partido frente al San Sebastián de León que se realizó el 17 de marzo de 1946.
Le tocó vivir la época del "Ya merito" en Chivas donde el equipo a lo largo de varios años pero siempre se quedaba en la orilla de lograr un título de liga. Entre 1947 y 1955 jugó en casi todas las posiciones entre la media y la defensa. 
Después, a base de esfuerzo, hizo del equipo triunfador y nacería el equipo legendario del Campeonísimo, equipo con el que logró obtener 7 títulos, a lo largo de sus 21 años de carrera con las Chivas. El Bigotón sería el líder indiscutible de este equipo Campeonísimo.
El 23 de octubre de 1966 jugó su último partido y anotó un gol en ese partido, que cerraría su gran carrera retirándose con 7 títulos en el fútbol mexicano.

## Clubes
- Guadalajara 1945-1966

## Palmarés

### Campeonatos nacionales
| Título                     | Club                       | País   | Año     |
| -------------------------- | -------------------------- | ------ | ------- |
| Primera División de México | Club Deportivo Guadalajara | México | 1956-57 |
| Campeón de Campeones       | Club Deportivo Guadalajara | México | 1957    |
| Primera División de México | Club Deportivo Guadalajara | México | 1958-59 |
| Campeón de Campeones       | Club Deportivo Guadalajara | México | 1959    |
| Primera División de México | Club Deportivo Guadalajara | México | 1959-60 |
| Campeón de Campeones       | Club Deportivo Guadalajara | México | 1960    |
| Primera División de México | Club Deportivo Guadalajara | México | 1960-61 |
| Campeón de Campeones       | Club Deportivo Guadalajara | México | 1961    |
| Primera División de México | Club Deportivo Guadalajara | México | 1961-62 |
| Primera División de México | Club Deportivo Guadalajara | México | 1963-64 |
| Copa México                | Club Deportivo Guadalajara | México | 1962-63 |
| Campeón de Campeones       | Club Deportivo Guadalajara | México | 1964    |
| Primera División de México | Club Deportivo Guadalajara | México | 1964/65 |
| Campeón de Campeones       | Club Deportivo Guadalajara | México | 1965    |

### Copas internacionales
| Título            | Club                       | País   | Año  |
| ----------------- | -------------------------- | ------ | ---- |
| Copa de Campeones | Club Deportivo Guadalajara | México | 1962 |

- Datos: Q1710510